# Microraptor
Microraptor (grč., mīkros: "maleno"; lat., raptor: "onaj koji otima") je rod malenih dromeosaurida koji su imali četiri krila. U Liaoningu u Kini je pronađeno dvadesetak primjeraka. Potiču iz perioda rane krede, prije oko 120 milijuna godine.
Kao i Archaeopteryx, Microraptor nam daje važne dokaze o evolucijskoj vezi između ptica i dinosaura. Microraptor je imao duga pokrivna pera koja su stvarala aerodinamične površine na rukama i repu, ali ih je također imao i na nogama. Ovo je navelo Xua (2003.) da ga opiše kao "dinosaura s četiri krila" i da špekulira da je možda jedrio koristeći sva četiri krila za uzdizanje. Do sada su imenovane dvije vrste, M. zhaoianus i M. gui, ali je daljnje istraživanje predložilo da se svi primjerci svrstaju u jednu vrstu, M. zhaoianus. Cryptovolans pauli, još jedan dinosaur s četiri krila, možda je također vrsta Microraptora ili sinonim za M. zhaoianus.
Microraptor je bio među najčešćim dinosaurima u svom ekosustavu i predstavlja ga više fosila od bilo kojeg drugog dromeosaurida, s možda više od 300 fosilnih primjeraka u raznim muzejskim kolekcijama.

## Opis
S odraslim primjercima dužine od 42 do 83 cm i procijenjenom težinom od 1 kilograma, Microraptor spada u najmanje dinosaure koji su ikada postojali. Osim svoje veličine, Microraptor je bio među prvim dinosaurima koji su otkriveni s perjem otisnutim u kamenu. Detaljno su opisana tri primjerka vrste M. zhaoianus, uz dva primjerka vrste M. gui i tri primjerka M. sp., koje su 2003. godine opisali Xu i njegovi kolege. Neobičan čak i za prve ptice i pernate dinosaure, Microraptor je jedan od rijetkih poznatih prethodnika ptica koji je imao duga letna pera na stopalima kao i na prednjim udovima i rukama. Tijelo je bilo pokriveno gustim perjem, s lepezom oblika dijamanta na kraju repa (možda za stabilniji let). Xu et al. (2003.) su usporedili duža pera na Microraptorovoj glavi s onima kod filipinskog orla. Trake tamne i bijele boje prisutne kod nekih primjeraka možda ukazuju na boju koju su imali dok su bili živi. Nekoliko anatomskih osobina kod Microraptora, poput kombinacije nazubljenih i djelomično nazubljenih zuba s uskim "strukom" i neobično duge kosti gornjeg dijela ruke, zajedničke su s primitivnim pticama i primitivnim troodontidima. Microraptor je upadljivo sličan bazalnom troodontidu Sinovenatoru; godine 2002. u opisu dva primjerka vrste M. zhaoianus, Hwang et al. su naglasili da ovo nije posebno iznenađujuće, s obzirom na to da su i Microraptor i Sinovenator vrlo primitivni pripadnici dvije vrlo srodne grupe.

## Ponašanje

### Krila i let
Microraptor je imao četiri krila, po jedan par na prednjim i na zadnjim udovima. Duga pera na nogama bila su prava letna pera kao kod današnjih ptica, s nesimetričnim krilcima na perju ruku, nogu i repa. Kao kod krila današnjih ptica, Microraptor je imao i primarna (na šaci) i sekundarna (na ruci) letna pera. Ovakav standardni raspored se ogledao i na zadnjim udovima, gdje su se letna pera nalazila u predjelu gornjeg stopala i ostatka noge. Smatra se da je on jedrio i vjerojatno uglavnom živio na drveću, zato što bi mu pera na gornjem dijelu stopala smetala pri trčanju po tlu. Imao je duga pokrivna pera na rukama (10-20 cm), a na nogama i stopalima 11-15 cm. Prema kraju repa Microraptor je bio pokriven kraćim paperjem (2-6 cm). Iako se to kod većine fosila ne vidi pri prirodnom svjetlu zbog opstrukcija od ostataka mekog tkiva, baze perja se protežu blizu ili dodiruju kosti, kao i kod današnjih ptica, zbog čega je perje bilo dobro učvršćeno.
Kada je opisivao primjerke koji su isprva bili priključeni rodu Cryptovolans, paleontolog Stephen Czerkas je došao na ideju da je Microraptor možda letio i bolje od Archaeopteryxa, naglasivši spojenu prsnu kost i nesimetrično perje Microraptora, kao i osobine kostiju ramena, što ukazuje na sposobnosti letenja bliže današnjim pticama nego Archaeopteryxu. Czerkas je naveo činjenicu da je ova, moguće za let sposobna životinja, također dromeosaurid, kako bi predložio da su Dromaeosauridae možda bazalna grupa ptica, i da su kasnije veće vrste kao što je Deinonychus bile sekundarne neletačice. Rad Xua i njegovih kolega također je naveo da su bazalni dromeosauri vjerojatno bili maleni, živjeli a drveću i da su mogli barem jedriti; međutim, kasnija otkrića još primitivnijih dromeosaura s kratkim prednjim udovima nepogodnima za jedrenje bacila su sumnju na ovakav pogled.

### Pozicija zadnjih krila
Sankar Chatterjee je 2005. godine uvrdio da bi, kako bi Microraptor letio ili jedrio, prednja i zadnja krila morala biti na različitom nivou (kao kod dvokrilca), a ne jedno preko drugog (kao kod vretenca) i da je ova zadnja pozicija anatomski nemoguća. Koristeći ovo saznanje, Chatterjee je tražio moguće metode jedrenja i otkrio je da bi se Microraptor najvjerojatnije bacio s grane, oborio prema dolje i opet se podigao i sletio na drugo drvo. Perje koje nije činilo krila, poput onog na goljeničnoj kosti i repu, možda je koristio za pomoć pri jedrenju. Okrenutost zadnjih krila također bi pomagala životinji da kontrolira let. Chatterjee je također koristio algoritme računara koji testiraju kapacitet letenja životinja kako bi saznao da li je Microraptor bio u stanju za pravi let, a ne samo za pasivno jedrenje. Rezultati su pokazali da je Microraptor ispunjavao uvjete za let, pa je teoretski moguće da je ponekada i letio.
Neki paleontolozi su sumnjali u hipotezu dvokrilca, pa su predložili alternativne konfiguracije. Istraživanje koje su 2010. godine izveli Alexander et al. opisalo je konstrukciju laganog trodimenzionalnog fizičkog modela korištanog za izvođenje testova jedrenja. Koristeći više različitih konfiguracija zadnjih nogu za model, otkrili su da je model dvokrilca, iako nije nerazuman, bio strukturalno nepotpun i zahtijevao je tešku glavu za protutežu, koju životinja gotovo sigurno nije imala. Istraživanje je pokazalo da je lateralno odmaknuta struktura zadnjih krila biološki i aerodinamički najkonzistentnija konfiguracija za Microraptora. Daljna analiza koju su proveli Brougham i Brusatte je, međutim, zaključila da Alexanderova rekonstrukcija modela nije bila konzistentna sa svim podacima o Microraptoru i da nije bila dovoljna za određivanje mogućeg načina letenja ove životinje. Brougham i Brusatte su kritizirali anatomiju modela kojeg su koristili Alexander i njegov tim, naglasivši da anatomija kuka nije bila konzistentna s anatomijom kod drugih dromeosaura. Kod većine dromeosaura, osobine kuka nisu dozvoljavale nogama da se šire vodoravno; umjesto toga, bile su postavljene okomito ispod tijela. Alexanderov tim je za model koristio primjerak koji je bio sravnjen, pa prema Broughamu i Brusatteu nije prikazivao pravu anatomiju te životinje. Također 2010. godine, Alexanderov tim je odgovorio na ove kritike i napomenuo da je srodni dromeosaur Hesperonychus, koji je poznat iz potpunih kostiju kuka očuvanih u tri dimenzije, također imao čašice za zglobove upravljene djelomično prema gore, što mu je možda omogućavalo da raširi noge više od ostalih dromeosaura.

### Kretanje po tlu
Zbog opsega perja po većini stopala ove životinje, mnogi znanstvenici smatraju da bi Microraptor bio nespretan pri hodanju ili trčanju po tlu. Pera na prednjim udovima također bi ga ometala zbog ograničenog opsega pokreta u zglobu i ekstremne dužine perja. Istraživanje iz 2010. godine koje su proveli Corwin Sullivan i kolege pokazalo je da bi se krila, čak i kada bi bila sklopljena najviše što mogu, još uvijek vukla po tlu ako bi ruke bile držane u neutralnoj poziciji ili ispružene prema naprijed. Samo ako bi držao uzdignuta krila ili ako bi ruka bila opružena unazad, Microraptor bi mogao izbjeći oštećivanje perja. Prema tome, anatomski bi za Microraptora bilo nemoguće da koristi prednje udove za hvatanje plijena ili manipuliranje predmetima.
Neki paleontolozi su predložili da bi pernati dinosauri koristili perje kao padobran dok bi padali s drveća, moguće za napadanje plijena na tlu, i da je to prethodilo jedrenju i pravom letu. U svom istraživanju iz 2007. godine, Chatterjee i Templin su testirali i ovu hipotezu i otkrili su da bi kombinirana površina krila Microraptora bila premalena za uspješno spuštanje na tlo bez ozljeđivanja. Međutim, autori jesu ostavili mogućnost da je Microraptor na taj način mogao preći kratke razdaljine, možda između dvije grane drveta.
Chatterjee i Templin su također odbacili mogućnost polijetanja s tla. Microraptor nije imao potrebne prilagodbe ramena da bi podigao prednja krila dovoljno visoko da bi se uzdignuo s tla, pa su se autori složili da bi polijetanje s tla oštetilo perje na stopalima. Tako ostaje jedino mogućnost da se bacao s uzdignutog mjesta, a autori su primijetili da čak ni današnje ptice ne moraju koristiti energiju kada polijeću s drveća, već koriste tehniku obaranja kao i Microraptor.

### Implikacije
Jedinstveni raspored krila kod Microraptora dao je pitanja o važnosti rasporeda na podrijetlo leta kod današnjih ptica; je li ptičji let prvo prošao kroz razdoblje kada su preci ptica imali četiri krila ili su četverokrile vrste poput Microraptora bile sporedna evolucijska grana koja nije ostavila potomaka? Već 1915. godine, prirodoslovac William Beebe naveo je kako je ptičji let možda prošao kroz razdoblje tetrapteryxa. Chatterjee i Templin nisu imali čvrst stav prema ovoj mogućnosti, zato što su i razdoblje tetrapteryxa i tradicionalni pogled na evoluciju leta kod ptica bili jednako mogući. Međutim, na osnovu prisutnosti neobično dugih pera na nogama kod raznih pernatih dinosaura, Archaeopteryxa, i kod nekih današnjih ptica kao što su grabljivice, a i na osnovu otkrića još nekoliko dinosaura s dugim primarnim perima na stopalima (kao što je Pedopenna), autori su se složili da je, na osnovu dokaza, let kod ptica u nekom razdoblju vjerojatno prešao s jednake dominantnosti udova na dominantnost prednjih udova i da su sve današnje ptice možda evoluirale od četverokrilih predaka, ili barem od predaka s naobično dugim perima na nogama.

### Ishrana
Godine 2010. znanstvenici su objavili da je daljnje istraživanje tipičnog fosila vrste M. zhaoianus otkrilo nešto što bi mogla biti fosilizirana hrana u stomaku. Ona se sastojala od kostiju sisavaca, uključujući i moguću lubanju, udove i kralješke, pa i cijelo stopalo. Skelet stopala je sličan onome kod vrsta Eomaia i Sinodelphys. Smatra se da je ta životinja imala masu od oko 25 grama i da se penjala po drveću.

## Otkriće i vrste

### Druge vrste i primjerci
Mark Norell i kolege su 2002. godine prvi put opisali (ali ne i imenovali) drugi primjerak koji se obično svrstava kao Microraptor. Uz pravo perje na krilima, ovaj primjerak je izgleda imao dugačko perje slično onom na zadnjim udovima. Paleontolog Stephen Czerkas je također objavio članak o tom primjerku nekoliko mjeseci kasnije. Czerkas je tvrdio da su "pera na zadnjim udovima" zapravo jednostavno bila pera prednjih udova koja su se našla u poziciji iznad nogu. Naglasivši dugo, aerodinamično perje na krilima i spojenu prsnu kost (karakteristike ptica letačica), Czerkas je zaključio da je ovo bio prvi dromeosaurid sposoban za let, te ga je nazvao Cryptovolans pauli, ili "Paulov skriveni letač", u čast istraživača dinosaura Gregoryja S. Paula, koji je dugo smatrao da su dromeosauri evoluirali od letećih predaka. Czerkas je naglasio nekoliko osobina skeleta ovog primjerka (i još jednog, kojeg je također svrstao kao Cryptovolans) za koje je tvrdio da ga odvajaju od Microraptora, uglavnom što se tiče proporcija ruku i repa. Međutim, kasnija istraživanja (i još primjeraka Microraptora) su pokazala da ove osobine nisu jedinstvene, već da su prisutne u raznih stupnjeva kod više primjeraka. Phil Senter i kolege su 2004. godine u pregledu predložili da su sve ove osobine bile induvidualne varijacije kod različitih starosnih grupa jedne vrste Microraptora, pa je prema tome Cryptovolans sinonim za Microraptor.
Czerkasovu interpretaciju perja na zadnjim udovima je Norell sljedeće godine označio kao netočnu, kada su Xu i kolege našli još primjeraka Microraptora na kojima su istaknuta zadnja krila bila potpuno odvojena od krila na prednjim udovima. Prvi od ovih primjeraka je bio otkriven 2001. godine, a između 2001. i 2003. godine su od privatnih kolekcionara kupljena još četiri primjerka. Xu je za ove primjerke, od kojih je većina imala zadnja krila i proporcionalne razlike od originalnih primjeraka Microraptora, smatrao da su nova vrsta, koju je nazvao Microraptor gui. Međutim, Senter je posumnjao i u ovu klasifikaciju, naglasivši da je kao i kod Cryptovolansa većina razlika bila povezana s veličinom, a vjerojatno i starosnim razlikama. Hwang i kolege su 2002. godine opisali još dva primjerka svrstana kao M. zhaoianus
Otkriveni su još mnogi primjerci koji vjerojatno pripadaju Microraptoru u Liaoningu. Naime, Microraptor je najčešći dinosaur pronađen u ovoj formaciji. Godine 2010. zabilježeno je preko 300 neopisanih primjeraka koji bi se mogli svrstati kao Microraptor ili neki njegov bliski srodnik.

## U popularnoj kulturi
Microraptor je bio prikazan u brojnim dokumentarnim filmovima, knjigama i filmovima. Godine 2008. on je bio predmet dokumentarnog filma NOVA-e, po imenu The Four Winged Dinosaur (Dinosaur s četiri krila). Dokumentarni film se fokusirao na kontroverze u pogledu anatomije, leta i srodnosti vrste M. gui uz pomoć modela u prirodnoj veličini koje je napravio umjetnik Mick Ellison i koje su testirali paleontolozi koji su bili uključeni u istraživanje originalnih primjeraka, uključujući i Xu Xinga i Larryja Martina. Microraptor je imao istaknutu ulogu u trećoj epizodi serije Prehistoric Park (2006.), koja se fokusirala na pretpovijesnu Kinu. U toj epizodi Microraptori su bili prikazani kako s drveća slijeću na tlo kako bi se hranili crvima i kukcima koji su se našli na površini nakon što su tuda prošli ogromni titanosauri.

## Vanjske poveznice
- Model Microraptora/Cryptovolans pauli - Boban Filipović
- Jacqui Hayes: Krila ptica evoluirala od dinosaura s dva para krila  Arhivirana inačica izvorne stranice od 27. siječnja 2007. (Wayback Machine) časopis COSMOS
- Dinosaur s četiri krila